# Flores och Blanzeflor
Flores och Blanzeflor är en fornsvensk roman på knittelvers.
Romanen är en av de så kallade Eufemiavisorna från 1312. Det är en romantisk berättelse om hur den hedniske prinsen Flores räddar sin älskade Blanzeflor, som är kristen, från att bli gift med kungen av Babylon. Berättelsen är ursprungligen bysantinsk och är ett exempel på korstågstidens intresse för orienten. 
Romanen i versform uppstod i Frankrike på 1100-talet och den överfördes till flera språk. En norsk version på prosa utgör källa till den svenska romanen. 
Motivet behandlas i Oscar Levertins dikt i fem strofer, Florez och Blanzeflor, som publicerades i Legender och visor 1891. Dikten tonsattes samma år av Wilhelm Stenhammar för röst och orkester. Verket uruppfördes den 20 januari 1895 på Svenska Teatern i Stockholm då Oscar Lejdström sjöng och Kungliga Hovkapellet spelade under ledning av Conrad Nordqvist. År 1898 tonsatte Wilhelm Peterson-Berger dikten för sång och piano. Oskar Lindberg skrev 1913 en ensatsig symfonisk dikt, Florez och Blanzeflor, baserad på Levertins text.
Ulf Sindt skrev 1995 romanen Flores och Blanzeflor.

## Handling
Berättelsen handlar om Flores (som betyder blomma) och Blanzeflor (som betyder vit blomma). Flores är prins av Apulien och förälskad i den fattiga flickan Blanzeflor. Hans fader konung Fenix av Apulien tycker inte om att hans son beblandar sig med fattiga människor och säljer därför Blanzeflor till en främmande köpman när Flores är på resa utanför riket. Blanzeflor förs sedan till Babylon, där hon säljs till Babylons konung för sju gånger hennes vikt i guld. Konung Fenix ser också till att ett rykte om att Blanzeflor är död sprids bland befolkningen i hans rike. När Flores kommer hem från sin resa frågar han sin far var hans älskade befinner sig, men han får inget svar. Han frågar då Blanzeflors mor som gråtande berättar att hon är död. Flores föräldrar visar även graven där Blanzeflor sägs ligga för Flores, varvid han blir likblek och faller ihop avsvimmad. Efter en tid klarar modern inte av Flores otröstliga sorg och berättar sanningen om Blanzeflors försvinnande. Flores bestämmer sig då för att ge sig av för att återfinna sin älskade och tar farväl av sina föräldrar för att aldrig återse dem igen.

## Skulptur

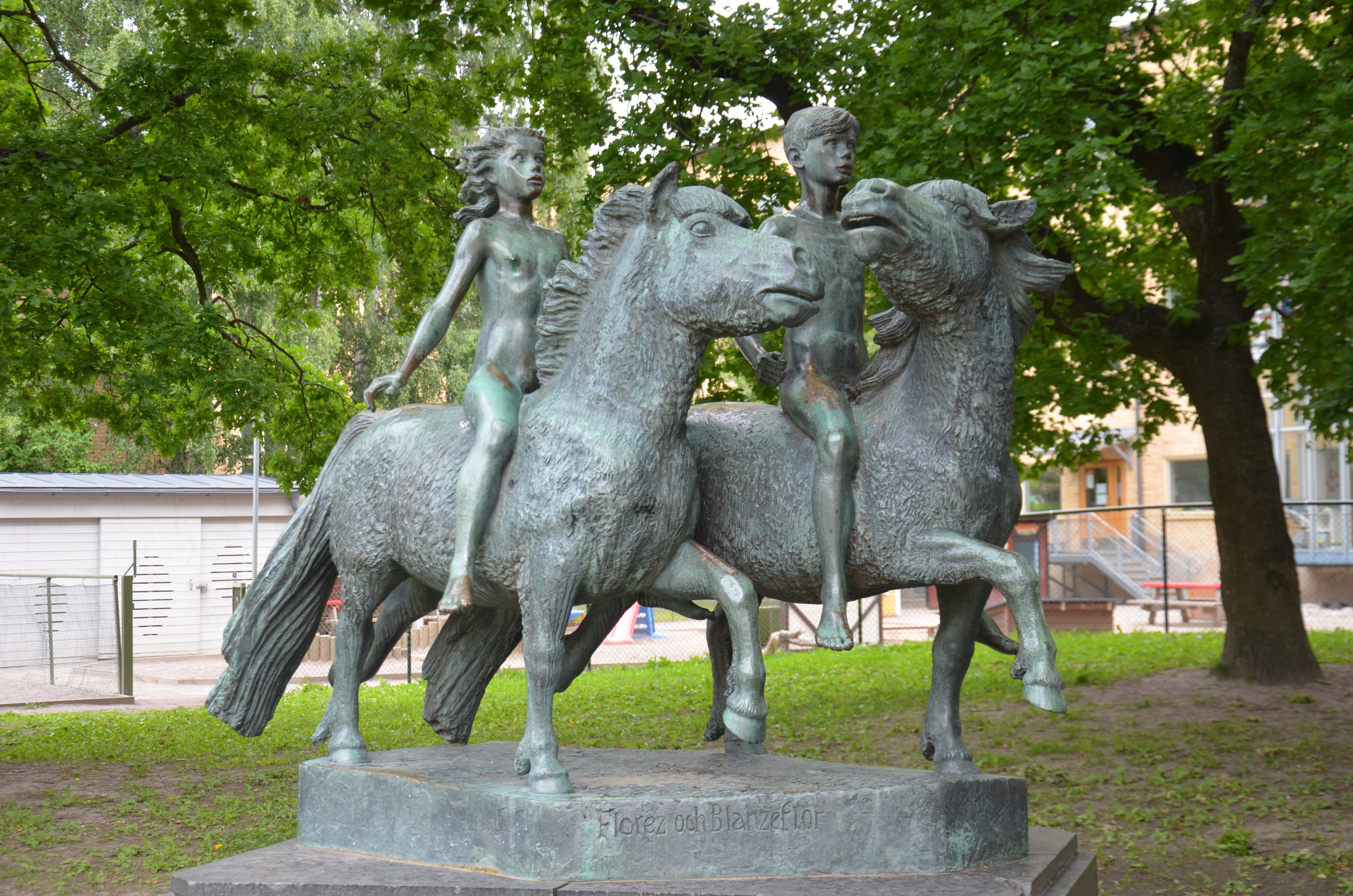
Stig Blombergs bronsskulptur Flores och Blanzeflor.

Flores och Blanzeflor är en bronsskulptur av Stig Blomberg som föreställer en flicka och en pojke. Båda sitter nakna på små hästar och pojken håller hårt i sin hästs man med ena handen.
Skulpturens original återfinns centralt på Eriksdalsskolans skolgård och tillverkades år 1942–1943, och en kopia i gips, allmänt benämnd "Hästarna", finns innanför Norra Reals huvudentré.